# 2020年纳什维尔爆炸案
2020年12月25日圣诞节当日清晨，美国田纳西州第二大城市纳什维尔市区一栋AT&T通讯大楼前发生一起自杀式爆炸案件。炸弹被安装在一辆停在路边的旅居车上，由于适逢圣诞节清晨，街上鲜有行人，除袭击者自己身亡外，爆炸仅造成3人受伤，沿街的数栋建筑物受损。爆炸前有目击者听到枪声，且从发生爆炸的旅居车传出大声的警告语音，称炸弹即将爆炸，让附近的人员尽速离开。爆炸案发生后，由联邦调查局主持负责调查，三天后警方公布认为63岁的市民安东尼·奎因·华纳（Anthony Quinn Warner）一人单独策划了这起爆炸，且已在爆炸中当场死亡。

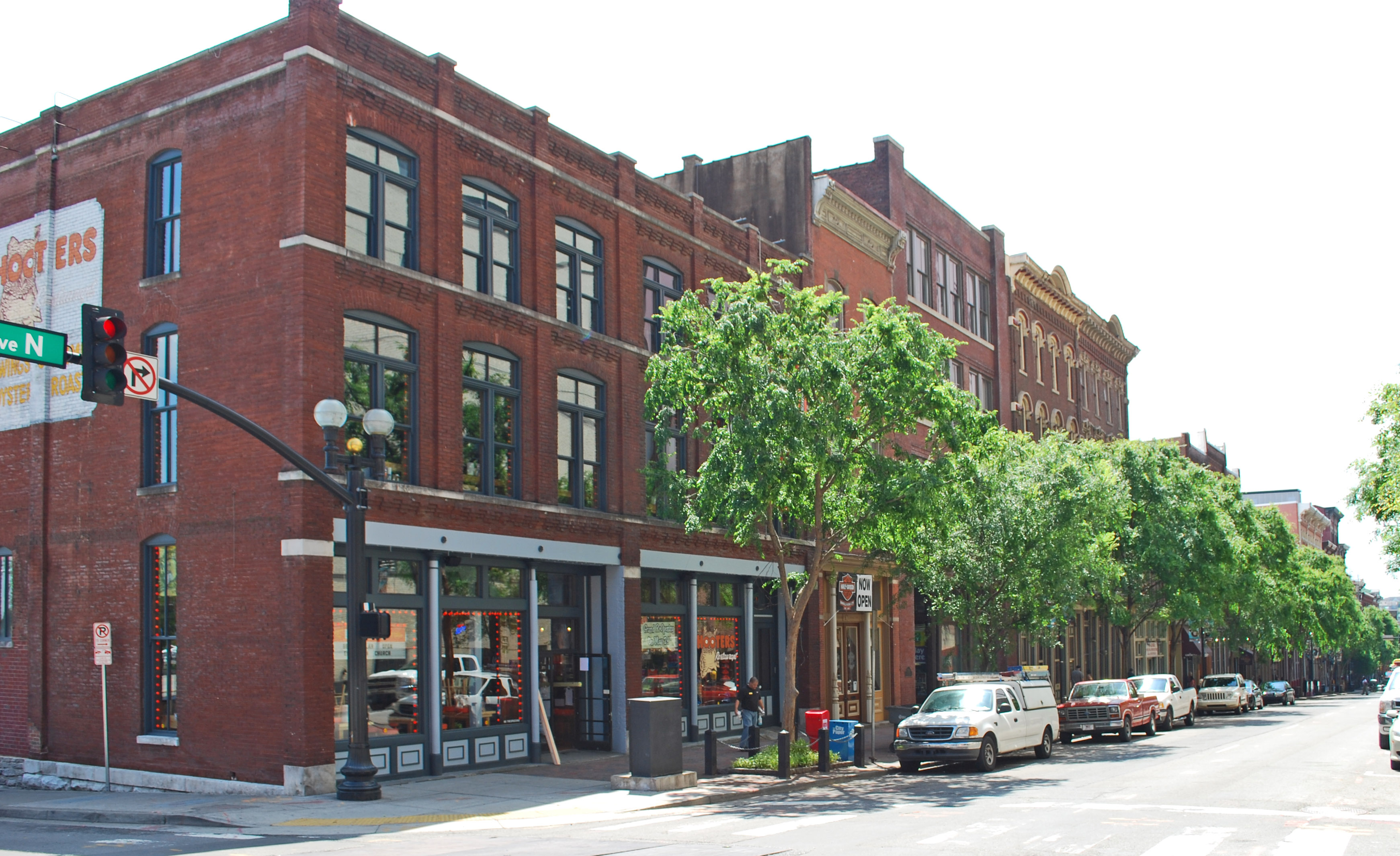
发生爆炸的街区（摄于爆炸发生前）

## 经过
根据附近的监视记录，一辆旅居车凌晨1点22分停靠在AT&T大楼门外。数小时后，车上传来人工语音：“请尽快撤离，这里有炸弹。这辆车里有一枚炸弹即将引爆。”5点30分，当地警察接到报警正在调查附近的枪声。在听到车上喇叭的警告后，警方疏散了附近一些居民楼的民众。
6点30分，拆弹小组还没有到达现场，旅居车上的炸弹就引爆了，当时在车内的安东尼·奎因·华纳当场死亡，附近有3人受伤，包括一名警察被冲击波震倒在地。有人在社交媒体上上传监控影片显示，爆炸产生的碎片飞散到了两个街区外的楼顶。另外爆炸造成至少三辆汽车起火，附近41家商户受损，以及附近的一栋房屋倒塌。

## 调查
爆炸发生后，赶到现场的拆弹分队，当地警方和联邦探员展开收集证据的工作。在清理了现场之后没有发现更多的爆炸物。调查人员有发现空的弹壳，但随后被认定只是在爆炸中被破坏的子弹。在事发现场，调查人员提取到了人体组织，随后根据DNA比对，证实这些组织属于炸弹客安东尼·奎因·华纳自己。用于安放炸弹的汽车上，警方取证的车辆识别号码也证实车辆属于安东尼本人。
联邦调查局宣布将这起案件定性为自杀攻击，现场周边调取的监控录像也显示，只有安东尼一人制造的这起爆炸案。